# 패스트트랙 4법 국회 대치
패스트트랙 4법 국회 대치는 권역별 연동형 비례대표제를 도입하는 공직선거법 개정안 및 고위공직자비리수사처 설치 및 검경수사권 조정 관련 3개 법률안(고위공직자비리수사처 설치법, 검찰청법 개정안, 형사소송법 개정안)으로 이루어진 정치 및 검찰 관계 4법의 여야 4당 합의안을 패스트트랙에 회부하는 문제로 대한민국의 정당들이 대치한 사태를 말한다.

## 발단
2019년 4월 말 여야 4당이 이 법률안을 발의하고 패스트트랙에 회부하려 하자 자유한국당은 강하게 반발하였다. 바른미래당에서는 찬반이 엇갈렸는데 바른미래당에서 법안 통과에 소극적인 의원을 법안 통과에 찬성하는 의원으로 교체하는 사보임을 하려고 하자 자유한국당은 본인의 의사에 반하는 임시회 중 사보임은 문제가 있다고 반발하였다. 반면 여야 3당 및 바른미래당 내 패스트트랙 찬성파들은 문제가 없다고 주장하였다. 4월 25일에는 자유한국당이 사보임 신청 접수를 막기 위해 회의실을 점거하고, 사보임이 수리되자 새로 보임된 의원을 감금하고, 발의를 막기 위해 국회 기물을 파손하고, 팩스를 망가트리는 등의 충돌이 있었다. 형사소송법 개정안을 제외한 법률은 4월 25일 접수가 완료되었고 여야4당은 형사소송법 개정안은 이메일로 접수하는 것도 시도하였으나 의안과 직원들이 자유한국당의 의안과 봉쇄 점거로 이메일을 확인하지 못해 정상 접수가 되지 못해, 26일 전자입법발의시스템으로 발의하고 의안과 직원이 다른 사무실에서 확인을 마쳐 접수되었다. 4월 30일 0시 경 이들 법률안은 패스트트랙으로 지정되었다.

## 여파

### 자유한국당의 국회 폭력에 대한 고발
26일 민주당은 1차 고발을, 29일 2차 고발을 했다. 정의당은 29일 의원 40명을 고발했다.

### 자유한국당의 고소 고발
몸싸움 과정에서 더불어민주당 의원들이 자유한국당 의원을 폭행했고, 임이자 의원과 문희상 의장의 대치과정에서 문희상 의장의 행동이 성추행이라며 고소 고발을 했다.

### 해산청원
자유한국당 해산 청원은 180만명을 넘겨 서울 강서구 PC방 살인 사건에 대한 엄벌 촉구 청원을 넘겨 역대 최다 서명자를 기록한 청와대 국민청원으로 등극하였다.

### 자유한국당에 대한 항의행동
세월호 피해자 단체에서 자유한국당 해산 촉구 집회를 열었다.